# Valério Magalhães
Valério Caldas de Magalhães (Boa Vista, 6 de setembro de 1909 – Brasília, 24 de novembro de 1964) foi um engenheiro agrônomo, professor, jornalista e político brasileiro, outrora governador do Acre.

## Dados biográficos
Filho de José de Magalhães e Hermínia Caldas de Magalhães. Engenheiro Agrônomo formado na Escola Agronômica de Manaus em 1938, foi presidente do centro acadêmico e diretor da Revista Agronômica. Especialista em fitotecnia especial e detentor dos cursos de Geografia Superior e História da Cartografia e Mapoteca pelo Instituto Rio Branco, integrou a Sociedade Brasileira de Geografia e o Instituto Geográfico e Histórico do Amazonas. Gerente de um seringal (1925-1927) em Roraima, transferiu-se para Manaus onde trabalhou no jornal A Reação e ministrou aulas no Colégio Dom Bosco.
Trabalhou na Comissão de Limites do Setor Oeste como auxiliar administrativo e oficial administrativo e foi secretário Comissão de Limites da 2.ª Divisão. Durante a existência do Território Federal de Ponta Porã, foi secretário-geral do mesmo. Nomeado governador do Acre em 1956 pelo presidente Juscelino Kubitschek, cargo ao qual renunciou para eleger-se deputado federal pelo território federal de Roraima via PSD em 1958, sendo eleito para o mesmo mandato pelo Acre em 1962, falecendo no exercício da atividade parlamentar.